# Nupserha variicornis
Nupserha variicornis là một loài bọ cánh cứng trong họ Cerambycidae.